# Мсила
Мсила (араб. المسيلة‎) — провинция на севере Алжира, административный центр одноимённого вилайета, считается частью города Уле Сиди Браим, также известного как Улед Сиди Брахим.
Основан в 924 году Али ибн Хамдуном аль-Андалуси, ставшим его первым вали, после победы Фатимидского халифата в кампании против берберов Занаба. Первоначально назывался аль-Мухаммадия, в честь руководившего кампанией по завоеванию фатимидского принца Мухаммада аль-Каим Биамриллаха.

## Географическое положение
Провинция находится в северной части вилайи, в предгорьях Атласа, на высоте 467 метров над уровнем моря.

Мсила расположена на расстоянии приблизительно 175 километров к юго-востоку от столицы страны Алжира.

## Демография
По данным переписи, на 2008 год население составляло 156 647 человек.
Динамика численности населения провинции по годам:
| 1977   | 1987   | 1998    | 2008    | 2012    |
| ------ | ------ | ------- | ------- | ------- |
| 33 642 | 75 516 | 122 372 | 156 647 | 181 511 |

## Транспорт
Ближайший аэропорт расположен в городе Бу-Саада.

## Экономика
Мсила является значимым региональным сельскохозяйственным центром, а также центром торговли.